# Afonka
Afonka (del ruso: Афонка) es un jútor del ókrug urbano de Gelendzhik del krai de Krasnodar, en el sur de Rusia. Está situado en las vertientes septentrionales de la cordillera de Markotj, a orillas del curso alto del río Adegoi, afluente del río Abín, de la cuenca del río Kubán, junto a la frontera con el ókrug urbano de Novorosíisk, 18 km al noroeste de Gelendzhik y 90 km al suroeste de Krasnodar. Tenía 75 habitantes en 2010.
Pertenece al municipio Kabardinski.

## Historia
La primera mención del jútor se halla en mapas de 1914. El 1 de enero de 1955 fue subordinado al municipio de Kabardinka del raión de Gelendzhik. Desde 1963 pasó a depender del municipio de la ciudad de Gelendzhik.